# Albaicín
Az Albaicín vagy régi írásmód szerint Albayzín a spanyolországi Granadában a városnegyedek legismertebbike, melyet 1994-ben az UNESCO világörökség részévé választottak. Az Alhambrától északi irányban terül el, a Darro folyó túlpartján. Innen közelíthető meg a Sacromonte ősi negyede. 
Földrajzi koordinátái: é. sz. 37° 10′ 36″, ny. h. 3° 35′ 40″37.176667°N 3.594444°W
Az Albaicín határai a Darro-part, a Calle de Elvira és a Puerta de Elvirán túl magasodó városfalak. A domb alján és a dombra mintegy felkúszva helyezkedik el. 
Az Albaicín történelmi érdekessége, hogy itt emelkedett egykor a római város, Iliberri. A mórok igen sok erre utaló emléket találtak a területen, mikor itt letelepedtek. Ugyanígy gótok által épített erődítményre is leltek, melyet azonban elpusztítottak, így annak nyoma nem maradt fenn.

## Műemlékei

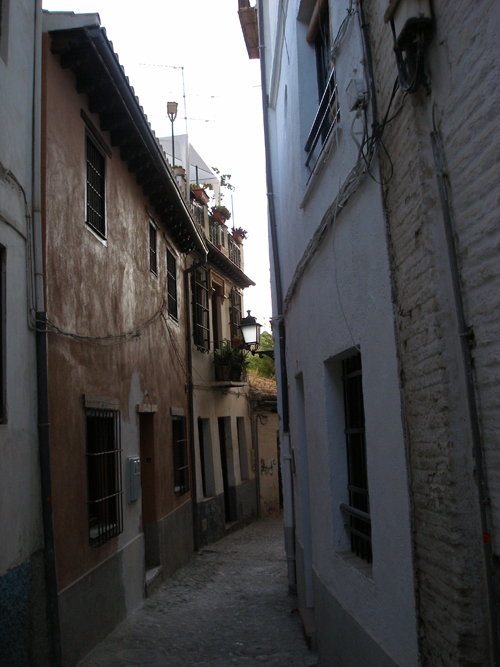
Albaicín, utcakép

Nem annyira műemlékei, mint inkább különleges hangulata ragadja meg az ide ellátogatókat. Az egykori mór városrész említésre méltó épületei és műemlékei: 
- Muralla Zirí: A VIII. században Elvira város kormányzója Asad bin Abd al-Rahman al-Xaybani építtette mésszel és homokkal kötött folyami kövekből. Ezek a nagyon erős falak és tornyok tették akkoriban bevehetetlenné, egy részük még áll a Puerta de Bibalbonud-tól a Puerta de Elvira-ig. A legjobb állapotban lévő falrészek a Calle Cuesta de Alhacaba utcában a Puerta Nueva és a Puerta Monaita között találhatóak, itt láthatók azok a négyszög illetve félkör alakú tornyok, melyek a legrégibbek a Spanyolországban található muzulmán tornyok között. A falak által védett területen található a falak fölé emelkedő Palacio de Dar al-Horra.
- Alcazaba Cadina: az Alhambrában található fellegvártól megkülönböztetésként viseli a "cadina" melléknevet. Az Albaicín középpontjában állt, 765-ben Asad bin Abd al-Rahman al-Xaybani kezdte meg építtetését. Majd Hábúsz al-Zírí és fia, Bádiszí bővíttette ki.
- Puerta Monaita: mór városkapu, mely a Plaza del Triunfóra vezet.
- Arco de las Pesas avagy Puerta Nueva
- Muralla Nazarí
- Puerta de Fajalauza
- Torres de la Alhacaba
- Puerta de Elvira
- Palacio de Dar al Horra: Boabdil granadai uralkodó anyjának palotája volt. A 15. században épült. Részei az oszlopos kerengős belső udvar, a festett mennyezetes termek és a kilátótorony.
- El Salvador-templom: 16. században épült, benne a régi nagy mecset néhány maradványa is megtalálható.
- San Cristóbal-templom
- San Nicolás-templom: gótikus stílusban a 16. században emelt templom, Rodrigo Hernández tervei alapján született meg.
- San Ildefonso-templom: korábbi mecset helyén épült templom.
- San Miguel Bajo-templom:  a mór fal maradványaira épült imaház.
- San Gregorio-templom: korábbi mecset helyén épült templom.
- San Juan de Reyes-templom: korábbi mecset helyén épült templom.
- Santa Ana-templom
- San Pedro y Pablo-templom
- Alminar de Almorabitum
- Aljibe de Trillo
- Casa de los Mascarones
- Casa de Yanguas
- Casa de Porras
- Casa del Almirante
- Casa de Castril
- Casa de la Lona
- Casa de los Córdoba.
- Real Chancillería.